# Universidade Central da Venezuela

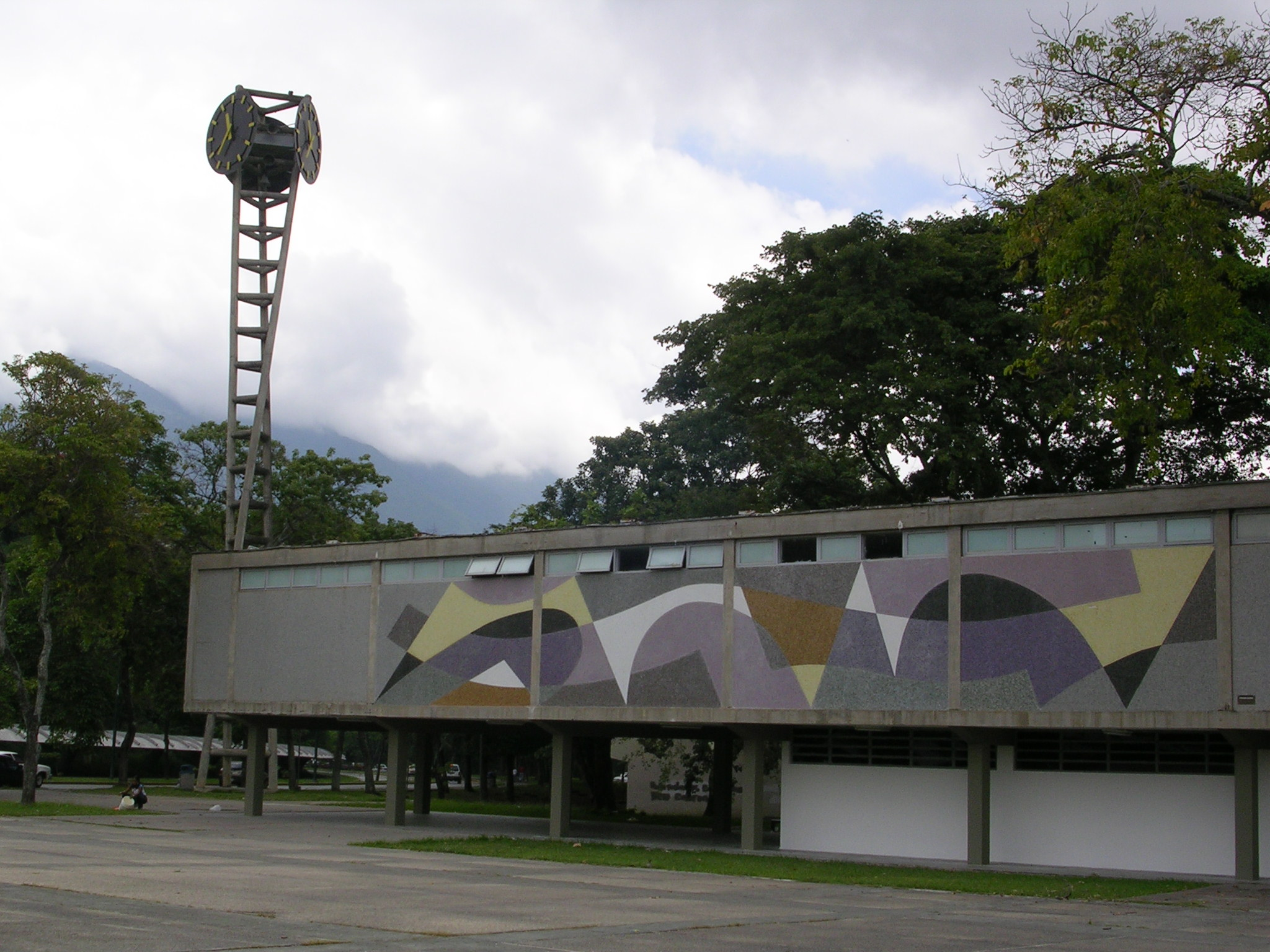
O Relógio, de Juan Otaola, e mural de Armando Barrios na Praça do Reitorado

A Universidade Central da Venezuela (UCV, em espanhol: Universidad Central de Venezuela) é uma das mais importantes instituições de ensino superior da Venezuela. É uma universidade  pública, nacional e autônoma, uma das maiores referências em ensino superior da Iberoamérica. Fundada em 1721, a Universidade Central é a mais antiga em território venezuelano e uma das mais antigas do continente. Seu campus principal, a Cidade Universitária de Caracas, foi projetado pelo arquiteto Carlos Raúl Villanueva e desde 2000 figura na lista do Património Mundial da UNESCO.
Em atualidade mais de 80 mil estudantes do pré-grado e doutorado, 6 mil professores e cerca de 8 mil trabalhadores profissionais, administrativo e obreiro; agrupados em 11 faculdades, 9 localizadas na cidade de Caracas e 2 na cidade de Maracay, e um núcleo de estudos básicos na Cidade de Cagua as duas no estado Aragua. 5 núcleos de estudos universitários supervisados e 12 estações experimentais em diferentes regiões de Venezuela.

## História
Foi fundada no ano de 1721 sob o nome La Real y Pontifícia Universidad de Caracas através de real cédula do Rei Felipe V. Ocupou, primeiramente, as dependências do seminário de Santa Rosa de Lima e posteriormente do convento de São Francisco. As primeiras faculdades foram Teologia, Medicina, Filosofia e Direito, exclusivamente em latim. Foi denominada "Real y Pontifícia" por estar sob a tutela e proteção do monarca espanhol e do Sumo Pontífice.

### Era republicana (Primeira modernização)

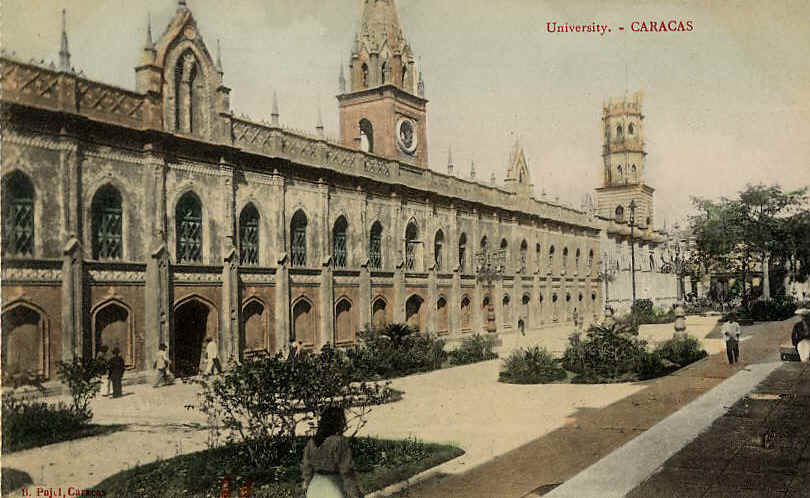
"Palacio de las Academias", antiga sede da Universidade de Caracas, também abrigou a Biblioteca Nacional.

A universidade sofreu um processo de modernização ao início do século XIX, quando Simón Bolívar e José María Vargas reformularam as diretrizes da mesma, abolindo restrições de acesso quanto à cor de pele. Além disso, o latim deixou de ser a língua corrente na instituição e foi estipulado que somente doutores em Medicina poderiam assumir a reitoria. Em meio às transições, o nome foi alterado de Real y Pontificia para Central de Venezuela, fazendo referência ao processo de integração nacional da então República da Venezuela.
Ao longo da história recente da Venezuela, a Universidade Central têm assumido um papel de destaque, atuando na criação de infraestrutura científica e tecnológica e na formação da elite intelectual do país. Sendo uma das universidades mais tradicionais da Venezuela, a contribuição da UCV para a história Venezuelana é evidente e destacável: mais de uma dezena de presidentes venezuelanos se formaram na universidade, como o doutor e científico José María Vargas, o advogado Antonio Guzmán Blanco e o advogado Rafael Caldera.
Além disso, a Universidade Central têm formado figuras de considerável aporte na história latino-americana como Francisco de Miranda (1750-1816; um dos precursores da Independência da América do Sul, e marechal da Revolução Francesa) e Andres Bello (1781-1865; poeta, legislador, filosofo, educador y filólogo, fundador da Universidade do Chile).

### Cidade Universitária

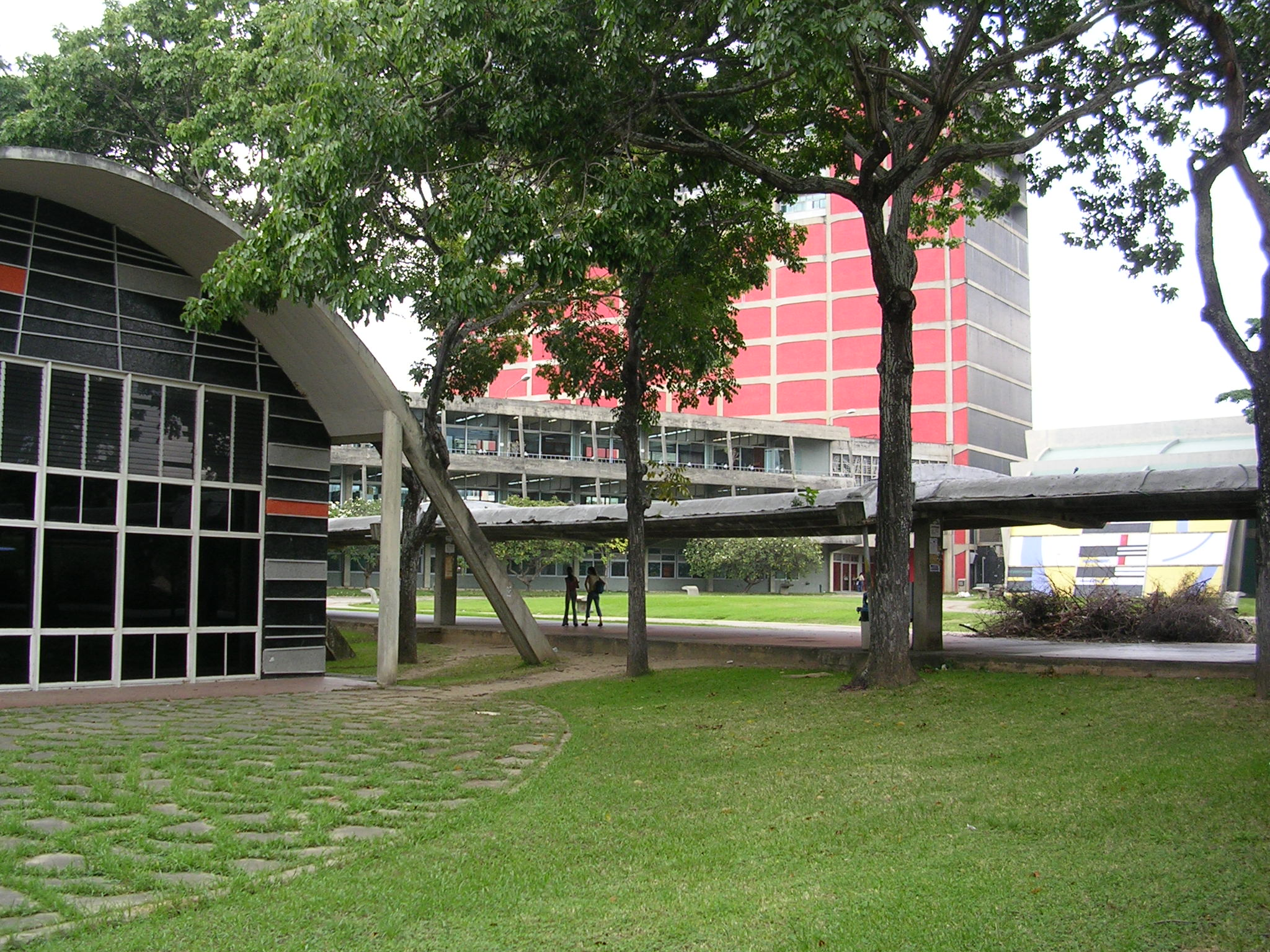
Murais de Alejandro Otero e Mateo Manaure e, ao fundo, a biblioteca.

Desde sua fundação, a Universidade Central de Venezuela esteve sediada em três locais diferentes: a primeira sede foi no original Seminário Santa Rosa (onde atualmente funciona o Palácio Municipal de Caracas), logo em seguida foi transferido para o Convento São Francisco (onde atualmente funciona o Palácio das Academias), ambas no centro da cidade de Caracas.
Já nos anos 40, no regime ditatorial de Marcos Pérez Jiménez, a sede da universidade era pequena e foi solicitada a construção de um novo campus, na área periférica de Caracas. Como local do novo campus foi escolhida a Fazenda Ibarra, antiga propriedade de Simón Bolívar. A proposta foi levada ao arquiteto Carlos Raúl Villanueva, que concebeu todo o complexo universitário como a síntese das artes. Sendo assim, ele recorreu à célebres artistas internacionais do período pós-guerra como Victor Vasarely, Jean Arp, Fernand Leger e os venezuelanos: Mateo Manaure e Francisco Narváez. A construção foi concluída em 1953.
A Cidade Universitária possui mais de 70 edificações, entre elas: o Jardim Botânico de Caracas, a biblioteca da universidade (segunda mais importantes do país) e 9 das 11 faculdades que compõem a universidade. No centro da Cidade Universitária  encontra-se a Aula Magna, um grande auditório que conta com excelente acústica. As demais faculdades (Ciências Veterinárias e Agronomia) situam-se na cidade de Maracay, no estado de Aragua.
A Cidade Universitária de Caracas, sede da Universidade Central, foi declarada Patrimônio Mundial, Cultural e Natural da Humanidade pela UNESCO em 2000. O complexo é de autoria do arquiteto venezuelano Carlos Raúl Villanueva e de uma equipe de artistas vanguardistas e "constitui um exemplo dos mais altos ideais do urbanismo, arquitetura e arte, representativo da utopia moderna, que expressa o anseio por atingir um mundo ideal de perfeição para uma sociedade e um homem novos." (UNESCO, 2000).

## Faculdades, Escolas e Cursos
A UCV dita classes em nove Faculdades no campus de Caracas e outras dos no campus de Maracay (Estado Aragua), ainda de outros centros de estudo e pesquisas por toda Venezuela.

## Alumnae notável

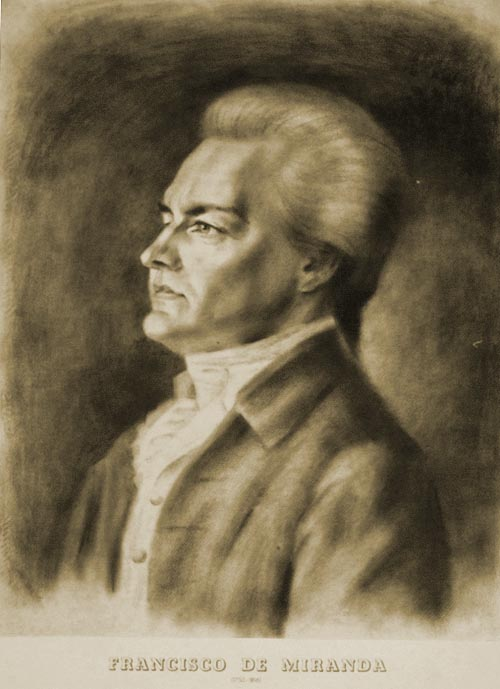
Francisco de Miranda

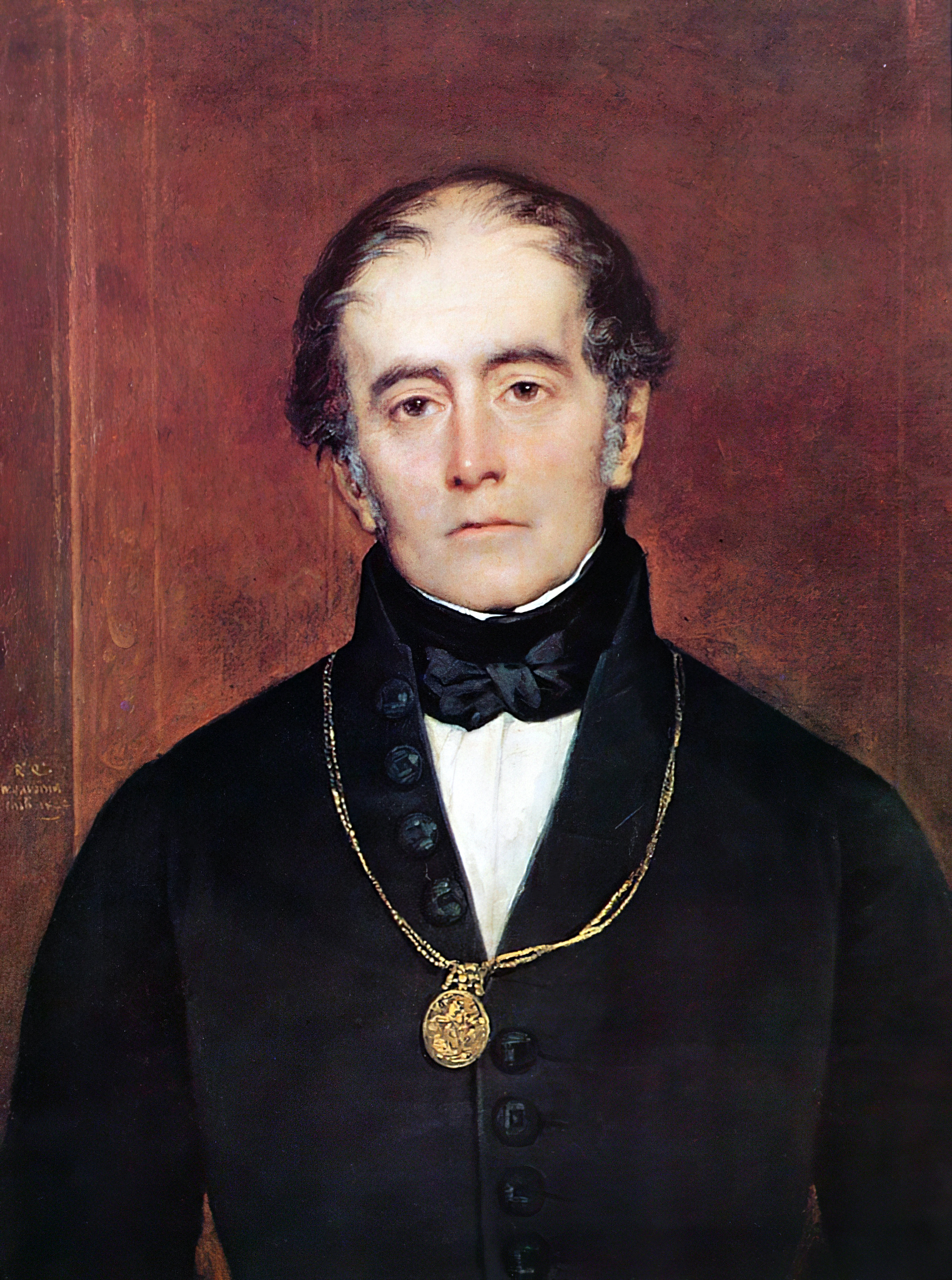
Andrés Bello

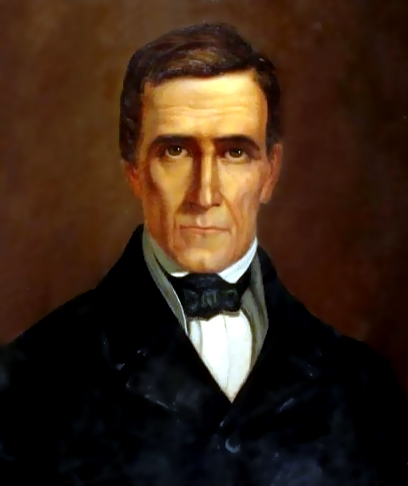
José María Vargas

### Humanistas
- Francisco de Miranda (1750-1816) General e político.
- Andrés Bello (1781-1865) Poeta, Filósofo, e educador.
- Andrés Eloy Blanco (1896-1955) Poeta.
- Miguel Otero Silva (1908-1985) Escritor e jornalista.

### Científicos
- Lisando Alvarado (1858-1929) Etnólogo, e Lingüista.
- José Gregorio Hernández (1864-1919) Médico.
- Eduardo Röhl (1891-1959) Naturalista.
- Alfredo Jahn (1867-1940) Engenheiro e antropólogo.
- José González-Lander (1933-2000) Engenheiro.
- Tobías Lasser (1911- ) Botânico.

### Políticos
- Teodoro Petkoff (1932 -) Político.
- Irene Sáez (1961 -) prefeito de Chacao, governador de Nueva Esparta Miss Universo 1981.

### Empresarios
- Lorenzo Mendoza Fleury (1897-1969) fundador de Empresas Polar.
- Eladio Lárez  Presidente of Radio Caracas Television.
- Miguel Enrique Otero (1950 - ) Jornalista.

### Presidentes da Venezuela
- José María Vargas, Reitor, científico, médico e botânico (1835-1836)
- Andrés Narvarte, Advogado (1836-1837)
- Pedro Gual, Avogado (1859, 1861)
- Guillermo Tell Villegas, Advogado (1868-69, 1870, 1892)
- Antonio Guzmán Blanco, Advogado (1879-1884)
- Raimundo Andueza Palacios, Advogado (1890-1892)
- Juan Bautista Pérez, Advogado (1929-1931)
- Rómulo Betancourt, Político e escritor  (1945-1948)
- Rómulo Gallegos, Escritor e político (1948)
- Germán Suárez Flamerich, Advogado (1950-52)
- Edgar Sanabria, (also Faculty) Advogado (1959)
- Raúl Leoni, Político (1964-1969)
- Rafael Caldera, Político y Advogado o (1969-1974), (1994-1999)
- Carlos Andrés Pérez, Político (1974-1979), (1989-1993).
- Luis Herrera Campins, Político (1979-1984)
- Jaime Lusinchi, Médico (1984-1989)
- Ramón José Velásquez, Historiado (1993-94).

## Professores celebres

### Século XVIII
- Lorenzo Campins y Ballester (1726-1785) Cientifico e medico.
- Fr. Baltasar de los Reyes Marrero (1752-1809) Cientifico.

### Século XIX
- José Rafael Acevedo (1800-1864) Matemático.
- Juan Manuel Cajigal y Odoardo (1803-1856) Matemático.
- Fermín Toro (1806-1865) Político e Lingüista.
- Alejandro Ibarra (1813-1880) Cientifico.
- Juan Vicente González (1810-1866) Escritor.
- Cecilio Acosta (1818-1881) Escritor e Jornalista.
- Adolf Ernst (1832-1899) Naturalista.
- Luis Razetti (1862-1932) Medico.

### Século XX
- Mario Briceño Iragorry (1897-1958) Escritor.
- Rafael Cadenas (1930) Poeta.
- Manuel Caballero (1931) Historiador e Jornalista.
- Jacinto Convit (1913) Medico.
- Gaston Diehl Historiador.
- Humberto Fernández Morán (1924-1999) Cientifico e microscopista eletrônico.
- Juan David García Bacca (1901-1992) Filosofo.
- Eugenio Imaz (1900 -1951) Filosofo.
- Fuad Lechín (b. 1928), Medico
- Ernesto Mayz Vallenilla (1925) Filosofo.
- Juan Nuño (1927-1995) Filosofo..
- Manuel García Pelayo (1909-1991) Político.
- Manuel Pérez Vila (1922-1991) Historiador
- Pedro Antonio Ríos Reyna (1905-1971) Musico.
- Marcel Roche (1920 - 2003) Medico.
- Angel Rosenblat (1902-1984) Filogista.
- Augusto Pi Sunyer (1879-1965) Medico.
- Mariano Picón Salas (1901-1965) Escritor.
- José Antonio Ramos Sucre (1890-1930) Escritor y poeta.
- Arturo Uslar Pietri (1906-2001) Escritor e historiador.
- Marco Aurelio Vila (1908-2001) Geógrafo.
- Carlos Raúl Villanueva (1900-1975) Arquiteto.
- Pedro León Zapata (1929) Humorista.

## Reitores
| - Francisco Martínez de Porras (1725-1732) - José Ignacio Mijares de Solórzano (1732-1734) - Gerónimo de Rada (1734-1739) - Carlos Francisco de Herrera (1739 - 1740) - Blas Arraéz de Mendoza (1740 - 1741) - Juan Pérez Hurtado (1741 - 1744) - Bonifacio de Frías Abadino ( 1744 - 1746) - Gabriel Ramón de Ibarra (1746 - 1749) - Carlos Francisco de Herrera (1749 - 1758) - Francisco de Ibarra (1758 - 1771) - Bartolome Antonio de Vargas (1771 - 1772) - Domingo de Berroterán (1772 - 1785) - José Domingo Blanco (1785 - 1787) - José Ignacio Romero (1787 - 1789) - Juan Agustín de la Torre (1789 - 1791) - Domingo Rogerio Briceño (1791 - 1793) - José Antonio Osío (1793 - 1794) - Tomás Hernández Sanabria (1794 - 1795) - Juan Vicente Echevarría (1795 - 1797) - José Antonio Felipe Borges (1797 - 1799) - José Vicente Machillanda (1799 - 1801) - Domingo Gómez de Rus (1801 - 1803) - Nicolás Antonio Osío (1803 - 1805) - José Bernabé Díaz (1805 - 1807) - Gabriel José Lindo (1807 - 1809) - Tomás Hernández Sanabria (1809 - 1811) - Manuel Vicente Maya (1811 - 1815) - Juan de Rojas Queipo (1815 - 1817) - Pablo Antonio Romero (1817 - 1819) - José Manuel Oropeza (1819 - 1821) - Miguel Castro y Marrón (1821 - 1823) | - Felipe Fermín Paul (1823 - 1825) - José Cecilio Avila (1825 - 1827) - José María Vargas (1827 - 1829) - José Nicolás Díaz (1829 - 1832) - Andrés Navarte (1832 - 1835) - Juan Hilario Bosett (1835 - 1838) - Tomás José Sanabria (1838 - 1841) - José Alberto Espinosa (1841 - 1843) - Domingo Quintero (1843 - 1846) - Carlos Arvelo (1846 - 1849) - Tomás José Sanabria (1849 - 1850) - José Manuel García (1850 - 1852) - Antonio José Rodríguez (1852 - 1855) - Guillermo Michelena (1855 - 1858) - Francisco Díaz Flores (1858 - 1860) - Nicanor Borges (1860 - 1862) - Elias Acosta (1862) - Calixto Madrid (1862 - 1863) - José Manuel García (1863 - 1868) - Nicanor Borges (1868 - 1869) - Carlos Arvelo, jr. (1869 - 1870) - Alejandro Ibarra (1870 - 1873) - Pedro Medina (1873 - 1876) - Antonio Guzmán Blanco (1876 - 1877) - Raimundo Andueza (1877 - 1879) - Angel Rivas Baldwin (1879 - 1882) - Jesús María Blanco Arnal (1882 - 1883) - Manuel María Ponte (1883 - 1884) - Aníbal Dominici (1884 - 1886) - Ezequiel Jelambi (1886) - Andrés A. Silva (1886 - 1887) - Jesús Muñoz Tébar (1887) - Aníbal Dominici (1887 - 1888) - Martin J. Sanabria (1888 - 1889) | - Agustín Astúriz (1899 - 1890) - Elías Rodríguez (1890 - 1895) - Manuel Clemente Urbaneja (1895) - Rafel Villacencio (1895 - 1897) - Alberto Smith (1897 - 1898) - Rafel Villacencio (1898 - 1899) - Santos Aníbal Dominici (1899 - 1901) - José Antonio Baldó (1901 - 1905) - Laureano Villanueva (1905 - 1906) - Jesús Muñoz Tébar (1906 - 1908) - Luis Razetti (1908) - Elías Toro (1908 - 1910) - Alejo Zuloaga Egusquiza (1910 -1911) - Alberto Smith (1911) - Manuel Angel Dagnino (1911) - Alberto Smith (1911 - 1912) - Manuel Angel Dagnino (1912) - Felipe Guevara Rojas (1912) - David Lobo Senior (1922 - 1924) - Alejandro Urbaneja (1924 - 1925) - Diego Carbonell (1925 - 1928) - Juan Iturbe (1928) - Plácido D. Rodríguez Rivero (1928 -1935) - Francisco Antonio Rísquez (1935 - 1936) - Alberto Smith (1936) - Salvador Córdova (1936 - 1937) - Antonio José Castillo (1937 - 1943) - Rafael Pizani (1943 - 1944) - Leopoldo García Maldonado (1944 - 1945) - Juan Oropeza (1945 - 1946) - Santiago Vera Izquierdo (1946 - 1948) - Julio De Armas (1948 - 1951) | - Eloy Dávila Celis (1951) - Julio García Alvarez (1951 - 1953) - Pedro González Rincones (1953 - 1956) - Emilio Espósito Jiménez (1956 - 1958) - Francisco De Venanzi (1958 - 1963) - Jesús María Bianco (1963 - 1970) - Rafael Clemente Arraíz (1971) - Oswaldo De Sola (1971 - 1972) - Rafael José Neri (1972 - 1976) - Miguel Larysse (1976 - 1980) - Carlos A. Moro Guersi (1980 - 1984) - Edmundo Chirinos (1984 - 1988) - Luis Fuenmayor Toro (1988 - 1992) - Simón Muñoz (1992 - 1996) - Trino Alcides Díaz (1996 - 2000) - Giuseppe Gianetto (2000 -2004) - Antonio París (2004 - 2008) - Cecilia Garcia-Arocha (2008 - 2022) - Víctor Rago (2023 - ) |

## Referências

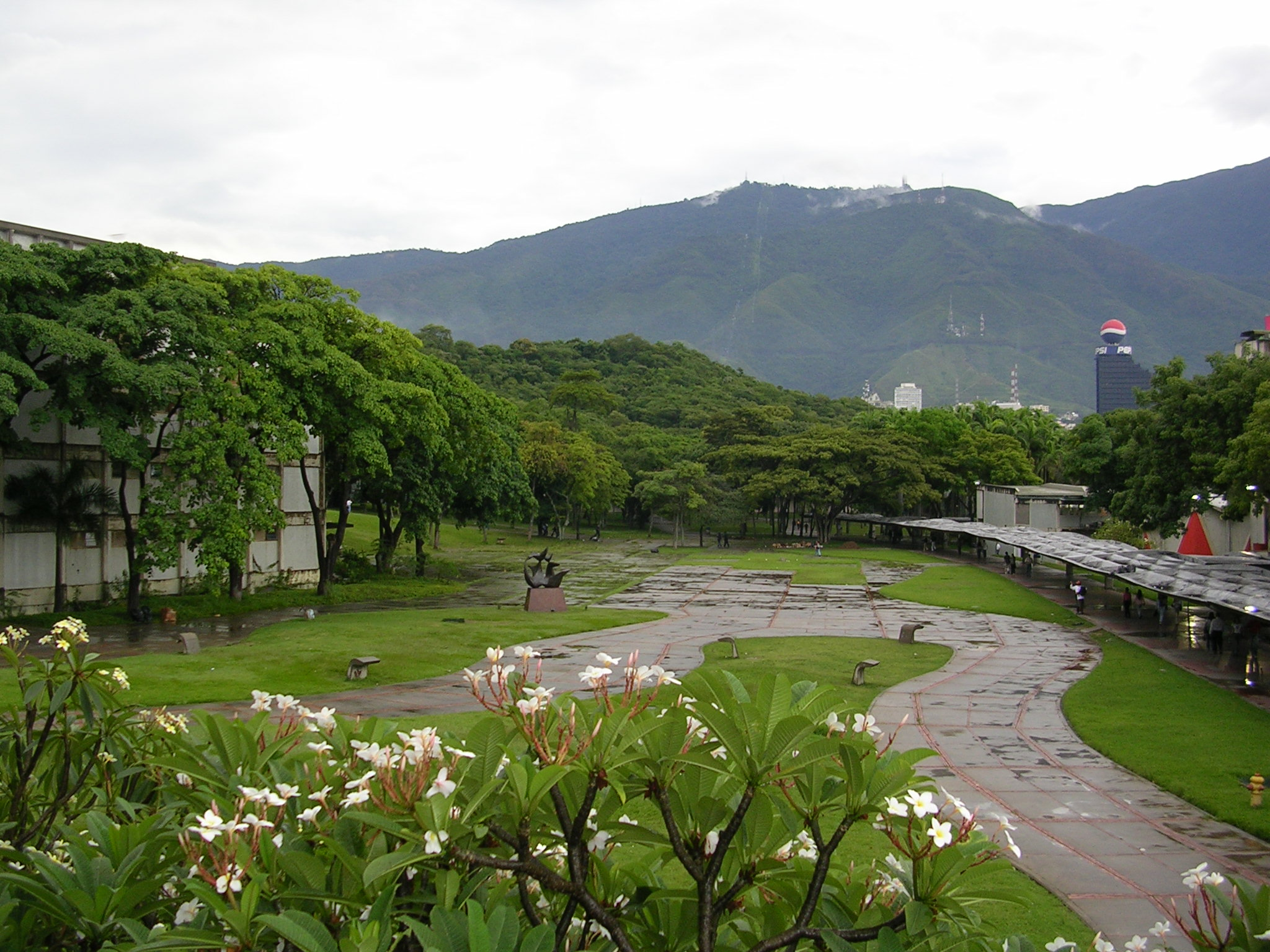
Cidade Universitaria de Caracas (Tierra de Nadie)